# Frankenhooker
(Tagline del film)
Frankenhooker è un film commedia horror del 1990 diretto da Frank Henenlotter, ispirato al romanzo di Mary Shelley Frankenstein. Il titolo è un gioco di parole fra il nome "Frankenstein" e la parola "hooker", che in slang vuol dire "prostituta".

## Trama
Dopo che la sua appariscente fidanzata muore in un incidente con un tosaerba, l'aspirante scienziato pazzo Jeffrey Franken è determinato a porre i pezzi di nuovo insieme. Con l'aiuto di una droga esplosiva, lui si mette a rimontare la sua ragazza, selezionando i frammenti di corpo più adatti di alcune prostitute di New York. Ma il suo piano va subito storto. Infatti la sua fidanzata rianimata, per soldi, amerà qualunque persona... fino alla morte!

## Produzione
Il film è costato circa 2.500.000 di dollari.
Il regista Henenlotter fa una breve apparizione. Interpreta l'uomo con il giornale vicino alla porta del treno.